# Медзјанки
Медзјанки (слч. Medzianky) насељено је мјесто са административним статусом сеоске општине (слч. obec) у округу Вранов на Топлој, у Прешовском крају, Словачка Република.

## Становништво
| Година:    | 1994. | 2004.   | 2014.   | 2024.   |
| ---------- | ----- | ------- | ------- | ------- |
| Број људи: | 300   | 317     | 293     | 310     |
| Разлика:   |       | +5,66 % | -7,57 % | +5,80 % |

| Година:    | 2023. | 2024.   |
| ---------- | ----- | ------- |
| Број људи: | 309   | 310     |
| Разлика:   |       | +0,32 % |

Према подацима о броју становника из 2024. године насеље је имало 310 становника.